# Bilel Bachouche
Bilel Bachouche, né le 13 août 1982, est un footballeur tunisien évoluant au poste d'attaquant avec le club de l'Étoile sportive du Fahs.

## Carrière
- janvier-juillet 2009 : Club sportif sfaxien (Tunisie)
- juillet 2009-août 2011 : Espoir sportif de Hammam Sousse (Tunisie)
- août 2011-août 2012 : Olympique de Béja (Tunisie)
- août 2012-septembre 2014 : Espoir sportif de Hammam Sousse (Tunisie)
- depuis septembre 2014 : Étoile sportive du Fahs (Tunisie)